# Estación de El Barco de Valdeorras
Estación de El Barco de Valdeorras vasútállomás Spanyolországban, O Barco de Valdeorras településen.

## Vasútvonalak
Az állomást az alábbi vasútvonalak érintik:
- León-A Coruña-vasútvonal

## Kapcsolódó állomások
A vasútállomáshoz az alábbi állomások vannak a legközelebb: